# Юхт
Юхт (укр. Юхт; до 2016 г. Улья́новка) — село в Красиловском районе Хмельницкой области Украины.
Население по переписи 2001 года составляло 137 человек. Почтовый индекс — 31036. Телефонный код — 3855. Занимает площадь 1,141 км². Код КОАТУУ — 6822780805.

## Местный совет
31036, Хмельницкая обл., Красиловский р-н, с. Великие Зозулинцы, ул. Ленина